# Zijad Arslanagić
Zijad Arslanagić (Trebinje, 1936. április 18. – 2020. január 7.) jugoszláv válogatott bosnyák labdarúgó, csatár.

## Pályafutása

### Klubcsapatban
1953 és 1956 között a Leotar, majd a Rakovica, 1958 és 1964 között az FK Sarajevo, 1964 és 1967 között az Olimpija Ljubljana labdarúgója volt. 1967–68-ban a belga Beringen csapatában szerepelt. 1968–69-ben a nyugatnémet Tasmania Berlin együttesében fejezte be az aktív labdarúgást.

### A válogatottban
1965-ben egy alkalommal szerepelt a jugoszláv válogatottban.